# 애그 앤 아이
애그 앤 아이(The Egg And I)는 미국에서 제작된 체스터 이스킨 감독의 1947년 코미디, 멜로/로맨스 영화이다. 클로데트 콜베르 등이 주연으로 출연하였고 체스터 이스킨 등이 제작에 참여하였다.

## 출연

### 주연
- 클로데트 콜베르
- 프레드 맥머레이

### 조연
- 마조리 메인
- 루이즈 올브리턴
- 퍼시 킬브라이드
- 리처드 롱
- 아이다 무어

## 제작진
- 협력프로듀서: 레너드 골드스타인
- 미술: 버나드 헤즈브런